# ویکراس (جورجیا)
ویکراس، جورجیا (به انگلیسی: Waycross, Georgia) یک شهر در ایالات متحده آمریکا با جمعیت ۱۴٬۷۲۵ نفر است که در جورجیا واقع شده‌است.

## موقعیت جغرافیایی
موقعیت جغرافیایی شهرها و مناطق اطراف به شرح زیر است: